# Патентне право

Пате́нтне пра́во — підгалузь цивільного права, що регулює правовідносини, пов'язані зі створенням та використанням (виготовлення, застосування, продаж, інше введення в цивільний оборот) об'єктів інтелектуальної власності, що охороняються патентом. Нарівні із засобами індивідуалізації (товарними знаками, найменуваннями місць походження товарів тощо) згадані результати інтелектуальної діяльності входять в число об'єктів промислової власності.

## Об'єкти патентування
Основні об'єкти патентування:
- Винахід — технічне рішення, що є новим, корисним у господарській діяльності і може бути практично застосоване;
- Корисна модель — нове технічне рішення, що не випливає із існуючого рівня техніки і є промислово придатним;
- Промисловий зразок — результат творчої діяльності людини у галузі художнього конструювання, характеризується будь-яким новим видом форми, конфігурації, кольору чи сукупності цих елементів у продукті, що створює естетичне враження і є промислово придатним.

Не видаються патенти на винаходи, що:
- суперечать законам держави;
- суперечать принципам гуманності і моралі;
- шкодять публічному порядку.[1]

Не визнаються патентоспроможними:
- наукові відкриття;
- правила і методи інтелектуальної діяльності (бізнес-плани, ігрові правила тощо);
- способи діагностики і лікування хвороб;
- породи тварин;
- сорти рослин;
- речовини, отримані шляхом ядерних перетворень.

## Зміни в патентному законодавстві України
Зміни в патентному законодавстві України введені в дію 22 травня 2003 року законом України «Про внесення змін до деяких законодавчих актів України щодо охорони інтелектуальної власності» Змінам у Положенні «Про порядок сплати зборів за дії, пов'язані з охороною прав на об'єкти інтелектуальної власності».

## Функція патенту
Патент надає своєму власнику охорону на винахід. Охорона надається на обмежений термін, як правило, на 20 років, у деяких країнах передбачається можливість продовження цих термінів.

## Терміни дії патентних прав
Терміни дії патенту в Україні не безмежні, а видаються власнику на певний часовий інтервал. Термін дії правової охорони залежить від об'єкта інтелектуальної власності, запатентованого в Патентному відомстві.
Термін дії кожного виду патенту в Україні:
- патент на винахід діє 20 років, без повторної можливості продовження. При цьому щороку необхідно платити держмито - таким чином ніби продовжувати термін дії патенту на винахід. Винятком із цього може бути хіба що термін дії патенту, де об'єктом винаходу є лікарський засіб, засіб захисту тварин, засіб захисту рослин. У цьому випадку термін дії патенту на винахід може бути продовжено на 5 років;
- термін дії патенту на корисну модель становить 10 років, без можливості продовження терміну виданого охоронного документа в Україні. При цьому необхідно щороку продовжувати термін дії патенту на корисну модель за допомогою сплати держзбору;
- патент на промисловий зразок діє 10 років і може бути продовжений повторно на 5 років. Продовження терміну дії патенту на промисловий зразок можна застосувати один раз. Як і для таких об'єктів, як винаходи та корисної моделі, за підтримку в дії патенту сплачується щорічний платіж;
- термін дії патенту на торгову марку становить 10 років. Після закінчення 10 років термін дії свідоцтва на торгову марку, за умови сплати фіксованого держмита, може бути повторно продовжений на 10 років. У такий спосіб власнику торгової марки термін дії свідоцтва можна продовжувати безліч разів. Цей термін дії свідоцтва залежить від того, наскільки довго власнику потрібно закріплювати за собою правову охорону знака;
- патент на авторське право діє протягом усього життя автора і 70 років після його смерті. Водночас термін дії немайнових прав автора є безмежним;
- термін дії патенту на суміжне право - 50 років.

Однак патентні права можуть припинитися до закінчення терміну (ст. 47), якщо:
- власник прав не сплатив встановленого мита (згідно зі ст. 46 патентовласник зобов'язаний сплачувати мито, починаючи з того року, коли йому були надані патентні права);
- патентовласник подасть письмову заяву про відмову від своїх патентних прав.

Термін дії патенту на винахід, об'єктом якого є лікарський засіб, засіб захисту тварин, засіб захисту рослин тощо, використання якого потребує дозволу відповідного компетентного органу, може бути продовжено за клопотанням власника цього патенту на строк, що дорівнює періоду між датою подання заявки і датою отримання такого дозволу, але не більш ніж на 5 років.
Термін дії патенту (деклараційного патенту) на секретний винахід дорівнює терміну засекречування винаходу, але не може бути довшим від визначеного згідно із законом терміну дії охорони винаходу.

## Права на отримання патенту в Україні
Право на отримання патенту має винахідник та інші особи, які набули право на винахід (корисну модель) за договором чи за законом.

## Процедури, необхідні для отримання патенту
1. Заявником заповнюється і подається (особисто, поштою або по e-mail) патентному повіреному або в Укрпатент заявка, де вказуються його реквізити та описується суть предмета захисту (технічне рішення, спосіб).
2. Патентний повірений або Укрпатент проводить регіональну реєстрацію поданої заявки, розрахунок витрат на державну реєстрацію винаходу та отримання патенту України, оформляє кошторис витрат із проєктом договору на виконання робіт із правового захисту винаходу:
  - патентний повірений або Укрпатент виконує роботи з дослідження предмета захисту та оформлення документів на державну реєстрацію (протягом одного місяця за звичайним тарифом);
  - аналіз предмета захисту та визначення системи захисту її складових;
  - класифікація технічних рішень предмета захисту відповідно до Міжнародної патентної класифікації;
  - патентно-інформаційні дослідження, пошук аналогів та визначення прототипу;
  - визначення форми подання технічного рішення на реєстрацію та системи його захисту;
  - оформлення заяви, опису, формули, креслень, реферату та ін. заявкових матеріалів відповідно до «Правил оформлення та подання заявки на винахід і заявки на корисну модель»;
  - подання особисто заявки до Укрпатенту на отримання патенту з реєстрацією дати подання заявки та отриманням розписки;
  - сплата збору за подання заявки і проведення експертиз.
3. Заявник оплачує передбачений у кошторисі державний збір за реєстрацію заявки та проведення експертизи заявки (згідно з постановою КМУ № 543 від 22.05.2001).
4. Укрпатент встановлює пріоритет заявки і видає заявнику рішення про реєстрацію заявки з підтвердженням дати пріоритету (протягом місяця).
5. Укрпатент публікує інформацію про заявлене технічне рішення в офіційному бюлетені «Промислова власність» (по закінченні 18 місяців від дати подання заявки).
6. Укрпатент надає Заявнику інформацію про наявність тимчасової правової охорони на заявлене технічне рішення (відповідно до ст.21 ЗУ «Про охорону прав на винаходи та корисні моделі»).
7. Укрпатент проводить кваліфікаційну експертизу технічного рішення, яке заявлено на отримання патенту, і видає заявнику рішення про видачу патенту Україні на винахід (упродовж не менш ніж семи місяців із дати подання заявки).
8. Заявник супроводжує кваліфікаційну експертизу заявки і приймає певні рішення або надає відповідні додаткові документи на запити експерта. У разі незгоди заявника з рішеннями експертизи він оскаржить їх у встановленому порядку, у тому числі і в Апеляційній палаті Держдепартаменту та суді.
9. Заявник оплачує державне мито за видачу патенту України на винахід і надає відповідний документ до Укрпатенту (згідно з Декретом КМУ «Про державне мито»).
10. Укрпатент проводить державну реєстрацію патенту на винахід, публікує відомості про винахід в офіційному бюлетені «Промислова власність» і видає заявнику патент України на винахід (протягом трьох місяців).

## Права та можливості власника патенту
Такий потужний спосіб захисту прав, як отримання патенту на винахід, допомагає уникнути конкурентної боротьби на ринку, надаючи власнику унікальну перевагу перед конкурентами - монопольне право використовувати продукт і забороняти третім особам його використання.
Патент на винахід можна продати, а також частково передати права на його використання з метою отримання прибутку. Якщо ви оформили, подали заявку і вам зареєстрували патент на винахід, можна не доводити новизну виробу у разі пред'явлення претензій, оскільки є документ, що засвідчує новизну вашого виробу.
Патент на винахід засвідчує сучасність, новизну, легітимність виробу. Оскільки отримати патент на винахід можна тільки на унікальний об'єкт, цей документ є вагомим аргументом на користь продукту.
У разі порушення прав за патентом на винахід необхідно звертатися до антимонопольного комітету України або до Господарського суду, залежно від обставин справи. Якщо претензії власника патенту на винахід вважають обґрунтованими, порушнику буде заборонено використання запатентованого в Україні об'єкта. Також він може бути зобов'язаний відшкодувати збитки, оштрафований та/або притягнутий до кримінальної відповідальності.

## Зміст заявки на отримання патенту включає
- заяву на видачу патенту;
- опис;
- формулу;
- реферат;
- креслення (при необхідності).

## Вимоги до винаходів
Винахід може бути запатентований, якщо:
- Нове - надає рішення, раніше невідоме у відповідній галузі.
- Має винахідницький рівень - не є очевидним для фахівця в даній галузі. Якщо корисний ефект досягається очевидним для спеціаліста чином, нові пристрої та матеріали можуть охоронятися як корисні моделі.
- Промислово застосовується — тобто реалізується на практиці.

### Об'єктом винаходу (корисної моделі) може бути
- продукт (пристрій, речовина, штам мікроорганізму, культура клітин рослини і тварини);
- процес (спосіб);
- нове застосування відомого продукту чи способу.

Правова охорона не поширюється на об'єкти технології, а саме: сорти рослин і породи тварин; біологічні в своїй основі процеси відтворення рослин і тварин, що не відносяться до небіологічних та мікробіологічних процесів; топографії інтегральних мікросхем; результати художнього конструювання.

## Відповідальність за порушення патентних прав
На вимогу власника патенту або свідоцтва розглянуті вище порушення мають бути припинені, а порушник зобов'язаний відшкодувати власнику патенту (свідоцтва) завдані збитки.
Чинне законодавство України передбачає такі види відповідальності за порушення патентних прав. Стаття 51-2 Кодексу України про адміністративні правопорушення «Порушення прав на об'єкт права інтелектуальної власності» стверджує таке: «Незаконне використання права інтелектуальної власності (літературного чи художнього твору, їх виконання, фонограми, передачі організації мовлення, комп'ютерної програми, бази даних, наукового відкриття, винаходу, корисної моделі, знаку для товарів та послуг, топографії інтегральної мікросхеми, раціоналізаторської пропозиції, сорту рослин та ін.), присвоєння авторства на такий об'єкт або інше умисне порушення прав на об'єкт права інтелектуальної власності, що охороняється законом, тягне за собою накладення штрафу від десяти до двохсот неоподатковуваних мінімумів доходів громадян із конфіскацією незаконно виготовленої продукції та устаткування, і навіть матеріалів, призначених для її виготовлення». Стаття 177 Кримінального кодексу України Кримінального Кодексу України також передбачає відповідальність за порушення прав промислової власності. Порушення прав на винахід, корисну модель, промисловий зразок, топографію інтегральної мікросхеми, сорт рослин, раціоналізаторську пропозицію може полягати насамперед у незаконному використанні об'єкта промислової власності.
Незаконне використання винаходу, корисної моделі, промислового зразка, топографії інтегральної мікросхеми, сорту рослин, раціоналізаторської пропозиції, присвоєння авторства на них, або інше навмисне порушення права на ці об'єкти, якщо це завдало матеріальних збитків у значному розмірі, карається штрафом від двохсот до тисячі неоподатковуваних мінімумів доходів громадян або виправними роботами строком до двох років, або позбавленням волі на той самий термін, з конфіскацією та знищенням відповідної продукції та обладнання і матеріалів, що використовувалися для її виготовлення.
Аналогічні дії, якщо вони вчинені повторно або групою осіб за попередньою змовою, або завдали матеріальних збитків у великому розмірі, — караються штрафом від тисячі до двох тисяч неоподатковуваних мінімумів доходів громадян або виправними роботами строком до двох років, або позбавленням волі на строк від двох до п'яти років, з конфіскацією та знищенням відповідної продукції та обладнання і матеріалів, які використовувалися для її виготовлення.
Дії, передбачені частинами першою або другою цієї статті, вчинені посадовою особою з використанням службового становища або організованою групою, або якщо вони завдали матеріальних збитків в особливо великому розмірі,— караються штрафом від двох тисяч до трьох тисяч неоподатковуваних мінімумів доходів громадян або позбавленням волі на строк від трьох до шести років, з позбавленням права обіймати певні посади або займатися певною діяльністю строком до трьох років або без цього та з конфіскацією і знищенням відповідної продукції та обладнання і матеріалів, які використовувалися для її виготовлення.
Адміністративна відповідальність за порушення прав промислової власності та кримінальна відповідальність за подібні правопорушення відрізняється розміром стягнень і масштабом покарань. При цьому захист прав на винахід, корисну модель, промисловий зразок, знак товару чи послуги здійснюється в судовому або іншому встановленому законом порядку.

## Критерії патентоспроможності
Патентоспроможність — відповідність заявленого певним критеріям, встановленим законом і таким, що мають на меті ідентифікувати його в будь-якому виробі, в якому втілено це рішення. Термін «патентоспроможність» застосовують для формулювання умов правової охорони корисної моделі, на яку видається охоронне свідоцтво.

### Критерій патентоспроможності новизна
Перший критерій Патентоспроможності - 'новизна - визначається через рівень техніки, що включає будь-які відомості, що стали загальнодоступними до дати пріоритету об'єкта. Цей критерій є загальним для технічного винаходу та корисної моделі. Виробництво у патентному відомстві передбачає використання:
- а) джерел інформації, що містять відомості про рівень техніки, яка застосовувалась до дати реєстрації заявки;
- б) джерел інформації про нормативні акти, що регламентують розгляд матеріалів цієї заявки;
- в) роз'яснень заявника у відповідь на запити експертизи щодо суті явищ, що лежать в основі заявленої пропозиції, зафіксованих у листах автора або протоколах нарад за участю експертів та автора. Перші два види відомостей повинні відповідати умовам загальнодоступності. Для промислового зразка новизна визначається через відсутність відомостей про естетичні та (або) ергономічні особливості виробу із загальнодоступних у світі джерел.

### Критерій патентоспроможності промислова застосовність
Другий критерій Патентоспроможності — промислова застосовність (її зміст збігається для технічного винаходу та корисної моделі) — це можливість використання досягнення в промисловості, сільському господарстві, охороні здоров'я та інших сферах діяльності. Для промислового зразка така застосовність полягає в можливості його багаторазового відтворення шляхом виготовлення відповідного виробу. Для технічних винаходів та корисних моделей законом встановлено додатковий вичерпний перелік рішень, що виключають його патентоспроможність. До цього переліку входять такі рішення:
- наукові теорії і математичні методи;
- методи організації та управління господарством;
- умовні позначення, розклади, правила;
- методи виконання розумових операцій;
- алгоритми і програми для обчислювальних машин;
- проєкти та схеми планування споруд, будівель, територій;
- рішення, що стосуються лише зовнішнього вигляду виробів, створені задля задоволення естетичних потреб;
- топології інтегральних мікросхем;
- сорти рослин та породи тварин;
- рішення, що суперечать суспільним інтересам, принципам гуманності і моралі.

### Критерій патентоспроможності винахідницький рівень
Третій критерій Патентоспроможності — «винахідницький рівень», під яким розуміється неочевидність запропонованого технічного рішення для фахівця середньої кваліфікації в даній галузі. Для промислового зразка також встановлено третій критерій патентоспроможності - оригінальність, яка визначається через творчий характер естетичних особливостей виробу. Як і для інших об'єктів, для промислового зразка встановлено додатковий вичерпний перелік рішень, які виключають його патентоспроможність.

## Держпатент України
Держпатент України (Державне патентне відомство України) утворено Постановою КМ України від 27 січня 1992 р., у липні 1992 р. КМ України затверджено «Положення про Держпатент України»
Основним завданням Держпатенту України є виконання функцій щодо забезпечення правової охорони об'єктів інтелектуальної та промислової власності.
Правами та обов'язками Держпатенту України передбачається розробка правових та нормативних документів і положень з проблем патентно-ліцензійної діяльності, організація та проведення наукових досліджень з цих проблем, організація та ведення процедур щодо прийняття, оцінки (експертизи), реєстрації, видачі та публікації матеріалів щодо патентованих об'єктів інтелектуальної власності та ведення різних робіт, пов'язаних із цими видами діяльності.
Держпатент України приймає від заявників матеріали заявок на патентування винаходів, корисних моделей, промислових зразків, а також свідоцтв на знаки для товарів та послуг, проводить їх реєстрацію, організовує і проводить розгляд матеріалів заявок, їх експертизу, реєстрацію патентів та свідоцтв, встановлює дати пріоритетів, здійснює видачу патентів та свідоцтв і здійснює інші дії, пов'язані з цими роботами.
Керівництво Держпатентом України здійснюється Головою Держпатенту та його заступниками, що призначаються Кабінетом Міністрів України.
Апарат Держпатенту України складається із 12 управлінь, інспекції з питань охорони промислової власності; при апараті створюється Апеляційна Рада, науково-методичну діяльність з питань, що входять до компетенції Держпатенту України, Держпатент здійснює за допомогою Науково-дослідного центру патентної експертизи (НДЦПЕ).

## Науково-дослідний центр патентної експертизи
Науково-дослідний центр патентної експертизи (НДЦПЕ) має статус головної організації з вирішення питань експертизи з видачі охоронних документів (патентів на винаходи, промислові зразки, товарні знаки), ліцензування та закордонне патентування. Діяльність НДЦПЕ курирує Держпатент України. НДЦПЕ функціонує за своїм статутом. Структурно НДЦПЕ складається з 9 відділів та 2 груп. НДЦПЕ очолює директор, який має двох заступників. Функції відділів випливають із їхніх назв. Дослідження проблем методичної діяльності проводить відділ методології експертизи. Група автоматизації відповідає за інформаційне забезпечення діяльності НДЦПЕ, створення і накопичення патентних фондів. Група підготовки публікацій забезпечує підготовку матеріалів для публікацій про заявки, патенти та свідоцтва. За своєю спрямованістю НДЦПЕ подібний до Науково-дослідного інституту державної патентної експертизи (НДІДПЕ), який забезпечував патентно-ліцензійну роботу в Радянському Союзі.

## Патентне право в різних країнах світу
У більшості країн використовують закони, прийняті чи переглянуті впродовж останніх років. У США діє закон 1952 р. (ред. 1981 р.), у Канаді — 1935 р., у Великій Британії — 1977 р., Німеччині — 1981 р., Франції — 1968 р. (ред. 1978 р.), в Італії — 1939 р. (ред. — 1979 р.), Австрії — 1950 р. (ред. 1981 р.), у Швейцарії — 1954 р. (ред. 1976 р.), Японії — 1959 р. (ред. — 1975 р.), у Бразилії — 1971 р., Мексиці — 1975 р., у Перу — 1971 р., Колумбії — 1971 р.